# Russische hongersnood (1601-1603)

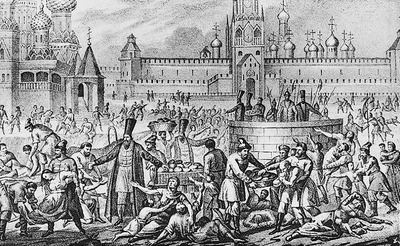
Gravure uit de vroege 19e eeuw

De Russische hongersnood vond plaats tussen 1601 en 1603 in het Tsaardom Rusland. Naar schatting stierf een derde van de bevolking aan de hongerdood.

## Context
Sinds 1598 verkeerde Rusland in een periode van grote politieke onrust: de Tijd der Troebelen. In 1600 barstte in Peru de vulkaan Huaynaputina uit, die voor een wereldwijde vulkanische winter zorgde. De vermindering van het zonlicht veroorzaakte misoogsten, waardoor de graanprijs verdubbelde. In het jaar 1601 was er een tekort aan zaaigraan.
Tsaar Boris Godoenov probeerde de bevolking te helpen door het graan in bezit van de staat, eerst voor de halve prijs en later gratis aan te bieden. Door corruptie kon het tij niet worden gekeerd. Naar verluidt zouden in Moskou alleen al 127.000 mensen gestorven zijn in 2½ jaar tijd.
Sociale onrust brak uit en om de landvlucht tegen te gaan verscherpte Boris Godoenov het lijfeigenschap. Na dienst dood op 13 april 1605 volgde zijn zoon Fjodor II hem op, maar op 11 juni 1605 greep Valse Dimitri I die beweerde de - in werkelijkheid in 1591 overleden - zoon van Ivan de Verschrikkelijke te zijn, met Poolse militaire steun de macht als usurpator en liet Fjodor vermoorden. In dat zelfde jaar kwamen Moskovieten in opstand tegen de Poolse aanwezigheid, wat uitmondde in een oorlog met het Pools-Litouwse Gemenebest.